# Tri-Ba-Lance
Tri-Ba-Lance, auch Tribalance, ist ein Geschicklichkeitsspiel für zwei bis drei Personen von Michael Sohre, das 1995 bei dem Spieleverlag Theta erschienen ist. Im gleichen Jahr wurde das Spiel aufgrund des Materials und der Gestaltung mit dem Sonderpreis Schönes Spiel der Jury des Spiel des Jahres ausgezeichnet.

## Ausstattung
Das Spiel Tri-Ba-Lance besteht aus einem hölzernen Spielfeld in Form eines gleichseitigen Dreiecks, das in einem entsprechenden Rahmen auf einer Kugel gelagert eingesetzt ist und sich dadurch in einem Schwebezustand befindet. Das Spielfeld besitzt eingesenkte Auflageflächen für 27 runde Bausteine, die vom Zentrum bis zu den Eckpunkten mit Punktwerten von 1 bis 5 bezeichnet sind. Die Spieler bekommen jeweils einen Satz farbiger Spielsteine in drei unterschiedlichen Farben und in fünf unterschiedlichen Größen mit Ringmarkierungen für das jeweilige Gewicht von 1 bis 5 Gewichtseinheiten, die in diese Aussparungen platziert werden können.

## Spielweise
Zur Spielvorbereitung wird das Spielbrett in der Tischmitte aufgebaut und auf die zentrale Kugel gelagert, sodass es im Gleichgewicht ist und so über dem Holzrahmen schwebt. Jeder Spieler bekomme jeweils einen Satz Spielsteine in seiner Spielerfarbe.
Beginnend mit einem Startspieler platzieren die Spieler jeweils einen Spielstein auf das Spielfeld in die entsprechenden Aussparungen und versuchen dabei, es nicht aus dem Gleichgewicht zu bringen. Wenn ein Spieler einen Stein erfolgreich einsetzt, darf sich bei Spielende die Punktezahl als Resultat von Größe des Steins multipliziert mit der Punktezahl des Feldes gutschreiben. Dabei darf der eingesetzte das Spielbrett nicht dauerhaft aus dem Gleichgewicht bringen und auf der Unterlage aufsetzen. Ein Spielzug ist gültig, wenn das Spielfeld nachher wieder über dem Rahmen schwebt, auch wenn  es nach dem Setzen kurz die Unterlage berührt. Bleibt das Spielbrett dagegen mit einer der Spitzen auf dem Rahmen liegen, muss der Spieler seinen Spielstein zurücknehmen und setzt somit eine Runde aus. Wenn ein Spieler seinen letzten Stein erfolgreich eingesetzt hat, dürfen alle anderen Spieler noch einen Stein platzieren und danach wird gewertet. Jeder Spieler nimmt seine Steine vom Brett und addiert die Ergebnisse, davon werden die Werte der übriggebliebenen Steine abgezogen. Gewinner ist der Spieler mit den meisten Punkten.

## Entwicklung und Rezeption
Tri-Ba-Lance wurde von dem Spieleautor Michael Sohre entwickelt und erschien 1995 bei dem Spielekleinverlag Theta in einer mehrsprachigen Version. 1997 folgte eine weitere Auflage des Spiels beim gleichen Verlag als „big box“. Goliath Spiele brachte 2013 mit Triominos Tribalance ein leicht veränderte Variante auf den Markt, bei dem die runden Spielsteine durch dreieckige ersetzt wurden.
Im Erscheinungsjahr 1995 erhielt das Spiel aufgrund des Materials und der Gestaltung den Sonderpreis „Schönes Spiel“ der Jury des Spiel des Jahres. Die Jury zum Spiel des Jahres begründet ihre Entscheidung wie folgt:

„Autor Michael Sohre hat in TRI-BA-LANCE das Waage-Prinzip gestalterisch hervorragend umgesetzt: Auf diese Weise befriedigt es nicht nur spielerische, sondern auch ästhetische Bedürfnisse, nicht zuletzt dank der exzellenten Holzverarbeitung. Das Design dient nicht dem Selbstzweck, sondern dem Spiel. Form und Funktion bilden eine unzertrennbare Einheit. TRI-BA-LANCE, ein gutes Taktikspiel und ein Schmuckstück zugleich, ist ein erneuter Beweis dafür, zu welch herausragenden Leistungen Kleinverlage fähig sind.“

Der Kritiker Wieland Herold bezeichnete Tribalance als  „taktisches Waagespiel für zwei oder drei Personen vor, das einen Spitzenplatz in dieser Spielart verdient“ und lobte es als „tolles Spiel, das zu vielen Spielrunden einlädt.“

## Belege
1. 1 2 3  Spielanleitung Tri-Ba-Lance, Theta 1995
2. ↑  Versionen von Tri-Ba-Lance in der Spieledatenbank BoardGameGeek (englisch); abgerufen am 23. Januar 2022.
3. ↑  Tri-Ba-Lance auf der Website des Spiel des Jahres e.V.; abgerufen am 23. Januar 2022.
4. ↑  Wieland Herold: Tribalance, Rezension aus dem Jahr 1995, neu aufbereitet auf dem Blog „Mit 80 Spielen durch das Jahr“; abgerufen am 23. Januar 2022.